# Feutersoey
Feutersoey ist ein Ortsteil der Gemeinde Gsteig bei Gstaad im Schweizer Kanton Bern.

## Geographie
Feutersoey liegt im Berner Oberland auf dem Weg zum Col du Pillon, am Zusammenfluss von Saane und Tschärzisbach. Das Tal und damit auch Feutersoey ist Nord-Süd-gerichtet.
Die Nachbargemeinden von Norden beginnend im Uhrzeigersinn sind Saanen, Lauenen, Savièse, Ormont-Dessus und Château-d’Oex. Die Berge im Süden der Gemeinde bilden die Grenze zum Wallis.

## Sehenswürdigkeiten
- Arnensee